# Begonia campanensis
Espèce
Begonia campanensis est une espèce de plantes de la famille des Begoniaceae. Ce bégonia rhizomateux est originaire du Panama. L'espèce fait partie de la section Gireoudia. Elle a été décrite en 2011 par Kathleen Burt-Utley et John F. Utley. L'épithète spécifique campanensis est une référence au Campana, une montagne du Panama où cette plante a le plus souvent été récoltée, dans le parc national Altos de Campana (es).